# Kollektivkoordineringen
Kollektivkoordineringen, forkortet KOKOO, var en organisation, der koordinerede aktiviteter i relation til kollektiver og kollektivgrupper.

## Historie
Kollektivkoordineringen blev startet  i 1969 af de dengang eksisterende kollektiver og kollektivgrupper. Der blev etableret mange kollektiver i 1970'erne, og det var i forbindelse med dette, at KOKOO's væsentligste opgave var i koordineringen af forskellige aktiviteter i forbindelse med kollektiver, herunder formidling af oplysninger om kollektiver til kollektivinteresserede. KOKOO havde tilknyttet frivillige advokater til at beskæftige sig med kollektivrelaterede spørgsmål.
Kollektivbevægelsen havde sin storhedstid i 70erne, hvor der i dagbladet ”Information”s weekendudgave var hele 2 siders annoncer for kollektiver, der søgte medlemmer.
Kokoo blev i flere perioder søgt genoplivet op gennem 2000'erne, men er i dag historie.

### Politisk position
Der var i  Kokoo og kollektivbevægelsen i det hele taget en ideologisk og politisk diskussion af, hvorvidt  bevægelsen var en del af ungdomsoprøret og venstrefløjen. I den forbindelse et oprør mod den borgerlige kernefamilie samt et forum for opgør med eksisterende kønrollemønstre. 
Kokoo opstod som en del af miljøet omkring ”Projekt hus”, i daglig tale ”Huset”, Magstræde 14 i København. KOKOO var ikke en forening, men byggede alene på frivilliges arbejdskraft. Den holdt til i Ungdomsinformationen (senere Use It). Til at varetage den daglige drift var der lange perioder tilknyttet en militærnægter
Kokoo udgav bladet ”KoKoobladet”, der omhandlede forskellige aspekter af kollektivtilværelsen, herunder debat og diskussion. I 1975 og 1976 arrangerede KoKoo i samarbejde med Foreningen Det Ny Samfund 'Kollektivkongræs' i Frøstruplejren.